# Caligus nengai
Caligus nengai is een eenoogkreeftjessoort uit de familie van de Caligidae. De wetenschappelijke naam van de soort is voor het eerst geldig gepubliceerd in 1953 door Rangnekar, Rangnekar & Murti.